# فهرست شهرهای برمودا
برمودا به ۹ بخش تقسیم می‌شود که دو تا شهرداری در قلمرو دو عدد از آنها وجود دارد.

## بخش‌ها
برکمودا ۹ بخش دارد که تریبز (به انگلیسی: Tribes) خوانده می‌شود. هر یک از بخش‌ها مساحت یکسانی را پوشش می‌دهند. بخش‌ها تقسیمات کشوری نیستند و ارتباطی با انتخابات مستقیم جاری در کشور برمودا ندارند.
- بخش دون‌شیر، برمودا (۷٬۳۷۱)
- بخش همیلتون، برمودا (۴٬۶۸۰)
- بخش پاگت، برمودا (۵٬۷۰۳)
- بخش پمبروک، برمودا (۱۰٬۴۰۷)
- بخش سنت جورجز، برمودا (۲٬۹۷۵)
- بخش سندز، برمودا (۶٬۴۳۷)
- بخش اسمیتز، برمودا (۵٬۲۶۱)
- بخش سوتثم‌تون، برمودا (۵٬۸۰۴)
- بخش واریک، برمودا (۷٬۹۰۰)

## کلان‌شهرها
- همیلتون (برمودا) (City) (۱٬۱۰۰)
- سنت جورجز، برمودا (Town) (۱٬۶۴۸)

## روستاها
برمودا دو روستا دارد:
- روستا فلت، برمودا (۴۱۲)
- روستای سومرست، برمودا (۱٬۰۰۰)

## منبع
مشارکت‌کنندگان ویکی‌پدیا. «List of towns in Bermuda». در دانشنامهٔ ویکی‌پدیای انگلیسی، بازبینی‌شده در ۱۰ آوریل ۲۰۱۱.